# Щукин, Николай Александрович
Николай Александрович Щукин (род. 9 декабря 1959, Куйбышев) — советский футболист, полузащитник клуба «Крылья Советов» и челябинского «Локомотива», в котором выступал до ликвидации клуба.

## Биография
Воспитанник куйбышевского футбола, первый тренер Николай Смолев.
25 июля 1979 в матче тольяттинского «Торпедо» с казанским «Рубином» (счёт матча 1:1) Николай Щукин забил свой первый гол в чемпионатах страны.
Дебют в «Крыльях Советов» состоялся 23 апреля 1980 в выездном матче против «Торпедо» (Кутаиси) выйдя на замену на 80 минуте вместо Юрия Ванюшкина (счёт матча 1:1).
16 июля 1988 Николай Щукин забил 1700-й гол команды «Крылья Советов» во всех матчах чемпионатов (матч 17-го тура с «Химиком» из Дзержинска, счёт матча 2:0).
Четвертьфиналист Кубка СССР 1989/90.
Николай Щукин заслуженный ветеран клуба «Крылья Советов».

## Клубная статистика
| Выступление                 | Выступление      | Выступление      | Лига | Лига | Кубок | Кубок | Итого | Итого |
| Клуб                        | Лига             | Сезон            | Игры | Голы | Игры  | Голы  | Игры  | Голы  |
| --------------------------- | ---------------- | ---------------- | ---- | ---- | ----- | ----- | ----- | ----- |
| Крылья Советов              | первая СССР      | 1980             | 2    | 0    | —     | —     | 2     | 0     |
| Крылья Советов              | вторая СССР      | 1988             | 30   | 7    | 3     | 0     | 33    | 7     |
| Крылья Советов              | вторая СССР      | 1989             | 44   | 3    | 5     | 0     | 49    | 3     |
| Крылья Советов              | вторая СССР      | 1990             | 25   | 0    | 1     | 0     | 26    | 0     |
| Крылья Советов              | Итого            | Итого            | 101  | 10   | 9     | 0     | 110   | 10    |
| Газовик (Оренбург)          | вторая СССР      | 1980             | 12   | 1    | —     | —     | 12    | 1     |
| Газовик (Оренбург)          | вторая СССР      | 1981             | 1    | 0    | —     | —     | 1     | 0     |
| Газовик (Оренбург)          | Итого            | Итого            | 13   | 1    | —     | —     | 13    | 1     |
| Локомотив (Челябинск)       | вторая СССР      | 1983             | 24   | 4    | —     | —     | 24    | 4     |
| Локомотив (Челябинск)       | вторая СССР      | 1984             | 31   | 1    | —     | —     | 31    | 1     |
| Локомотив (Челябинск)       | вторая СССР      | 1985             | 25   | 2    | —     | —     | 25    | 2     |
| Локомотив (Челябинск)       | вторая СССР      | 1986             | 5    | 0    | —     | —     | 5     | 0     |
| Локомотив (Челябинск)       | вторая СССР      | 1987             | 14   | 0    | —     | —     | 14    | 0     |
| Локомотив (Челябинск)       | Итого            | Итого            | 99   | 6    | —     | —     | 99    | 6     |
| / Торпедо (Лада) (Тольятти) | вторая СССР      | 1979             | 22   | 2    | —     | —     | 22    | 2     |
| / Торпедо (Лада) (Тольятти) | вторая СССР      | 1991             | 39   | 3    | —     | —     | 39    | 3     |
| / Торпедо (Лада) (Тольятти) | первая Россия    | 1992             | 5    | 1    | —     | —     | 5     | 1     |
| / Торпедо (Лада) (Тольятти) | Итого            | Итого            | 66   | 6    | —     | —     | 66    | 6     |
| Всего за карьеру            | Всего за карьеру | Всего за карьеру | 279  | 23   | 9     | 0     | 288   | 23    |